# Imeria formosana
Imeria formosana là một loài tò vò trong họ Ichneumonidae.